# Hồ sơ người dùng

Hồ sơ người dùng (User profile) của một cư dân mạng

Hồ sơ người dùng (User profile) là tập hợp các thiết lập và thông tin, dữ liệu liên quan đến người dùng. Hồ sơ dữ liệu người dùng chứa thông tin quan trọng được sử dụng để nhận dạng một cá nhân, chẳng hạn như tên, tuổi, ảnh chân dung và các đặc điểm cá nhân như kiến thức hoặc chuyên môn, nghề nghiệp. Hồ sơ người dùng thường xuất hiện trên các trang web mạng xã hội như Facebook, Instagram và LinkedIn, và đóng vai trò là nhận dạng kỹ thuật số tự nguyện của một cá nhân, làm nổi bật các đặc tính, phong cánh, cá tính, thói quen, sở thích và đặc điểm chính của họ. Trong máy tính cá nhân (PC) và hệ điều hành, hồ sơ người dùng có chức năng phân loại tệp, cài đặt và tài liệu theo từng môi trường người dùng, được gọi là 'tài khoản', cho phép hệ điều hành thân thiện hơn và phù hợp hơn với người dùng. Hồ sơ người dùng ngoài đời thực đóng vai trò là các tài liệu nhận dạng như căn cước, hộ chiếu, giấy phép lái xe và các tài liệu pháp lý được sử dụng để xác định một cá nhân theo hệ thống pháp luật. Hồ sơ người dùng cũng có thể được coi là mô phỏng máy tính của mô hình người dùng. Mô hình người dùng là một cấu trúc (dữ liệu) được sử dụng để nắm bắt các đặc điểm nhất định về một người dùng cá nhân và quá trình thu thập hồ sơ người dùng được gọi là mô hình người dùng hoặc phân tích thông tin. 
Nguồn gốc của hồ sơ người dùng có thể bắt nguồn từ nguồn gốc của hộ chiếu, một loại giấy tờ tùy thân (ID) bắt buộc phải có vào năm 1920, sau Chiến tranh thế giới thứ nhất sau các cuộc đàm phán tại Hội Quốc Liên. Hộ chiếu đóng vai trò là hồ sơ chính thức của chính phủ về một cá nhân. Do đó, Đạo luật Di trú năm 1924 được thành lập để xác định quốc gia xuất xứ của một cá nhân. Vào thế kỷ XXI, hộ chiếu hiện đã trở thành một mặt hàng được săn đón rất nhiều vì nó được chấp nhận rộng rãi như một nguồn xác minh danh tính của một cá nhân theo hệ thống pháp luật. Với sự ra đời của cách mạng số và các trang web truyền thông xã hội, hồ sơ người dùng đã chuyển thành một nhóm dữ liệu có tổ chức mô tả sự tương tác giữa người dùng và hệ thống. Các trang mạng xã hội như Instagram cho phép mọi người tạo hồ sơ đại diện cho tính cách và hình ảnh mong muốn của họ. Có thể không cần phải điền tất cả các trường thông tin hồ sơ để tạo ra một bản trình bày bản thân có ý nghĩa, điều này giúp cá nhân kiểm soát nhiều hơn danh tính mà họ muốn thể hiện bằng cách hiển thị các thuộc tính có ý nghĩa nhất. Hồ sơ người dùng cá nhân là một khía cạnh quan trọng trong trải nghiệm mạng xã hội của một cá nhân, xung quanh đó danh tính công khai của người đó được xây dựng.